# Xã Newburg, Quận Pike, Illinois
Xã Newburg (tiếng Anh: Newburg Township) là một xã thuộc quận Pike, tiểu bang Illinois, Hoa Kỳ. Năm 2010, dân số của xã này là 949 người.